# زملول ساكاتاني
زملول ساكاتاني (الاسم العلمي: Exobasidium sakataniense) هو نوع من الفطريات يتبع جنس الزملول من فصيلة الزملولية.